# Belmont-Luthézieu
Belmont-Luthézieu – miejscowość i gmina we Francji, w regionie Owernia-Rodan-Alpy, w departamencie Ain. W 2013 roku populacja ówczesnej gminy wynosiła 543 mieszkańców. 
W dniu 1 stycznia 2019 roku wchłonęła ówczesnych gminy Lompnieu, Sutrieu oraz Vieu. Siedzibą gminy została miejscowość Belmont-Luthézieu. 